# Festuca chayuensis
Festuca chayuensis är en gräsart som beskrevs av Liang Liu. Festuca chayuensis ingår i släktet svinglar, och familjen gräs. Inga underarter finns listade i Catalogue of Life.